# Puente sobre el río Tajo (Trillo)
El puente sobre el río Tajo es un viaducto situado sobre el río Tajo a su paso por la localidad alcarreña de Trillo (Guadalajara, España). Es, a su vez, la construcción más emblemática del municipio.
Data de mediados del siglo XVI, pero es posible que existiese un puente anterior. Su condición de lugar de paso sobre el río Tajo, el río más largo de España, le confirió mucha importancia en el pasado, siendo objetivo militar en todas la guerras que tuvieron lugar desde su construcción. Por ello, sus alrededores fueron escenario de varias batallas, siendo la de la Guerra de Sucesión Española, la que tuvo consecuencias más devastadoras. Acaecida en 1710, los ejércitos inglés y portugués, aliados del archiduque Carlos de Austria, destruyeron el archivo y muchas viviendas de la localidad, a pesar de que el Conde de Cifuentes, dueño de Trillo, era partidario del archiduque.
Posteriormente, en el siglo XIX, el puente fue volado durante la Guerra de la Independencia, como reza en la inscripción de la piedra de la baranda. Durante la Guerra Civil también se intentó la voladura del puente, si bien en esta ocasión se consiguió evitar su demolición, quedando como testigos de este hecho unos huecos sobre los estribos.